# Vécsei Bálint
Vécsei Bálint Máté (Miskolc, 1993. július 13. –) magyar válogatott labdarúgó, négyszeres magyar, egyszeres japán bajnok; háromszoros magyar kupagyőztes (2022, 2024, 2025). Jelenleg a Paks játékosa.
2010 és 2015 között a Budapest Honvéd középpályása. 2015 augusztusában a Bolognába igazolt. 2016 és 2019 között az FC Lugano, majd 2020 januárjától 2023 június végéig a Ferencváros labdarúgócsapatának játékosa volt.

## Pályafutása

### Klubcsapatokban

#### Kazincbarcika
Kazincbarcikán a Kazinczy Ferenc Általános Iskolában ismerkedett meg a labdarúgás alapjaival. Gyermekként az első klubja a KBSC FC volt (2003. június 23-tól igazolt versenyzőként játszott). Középiskolás korában a Magyar Futball Akadémia növendéke lett.

#### Budapest Honvéd

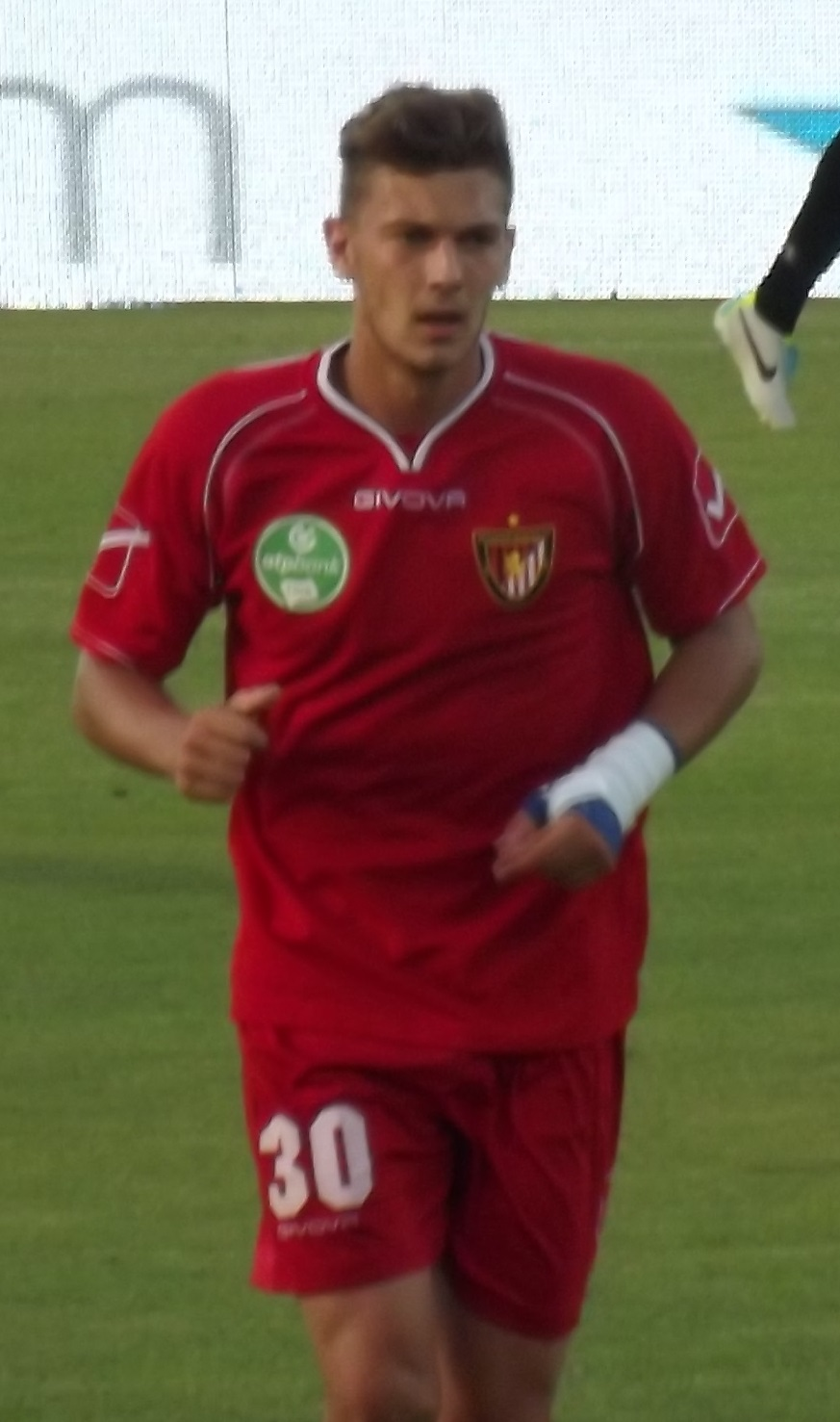
Vécsei Bálint a Budapest Honvéd mezében

A Budapest Honvédhoz 2008. július 28-án került. 2011. május 11-én a Győri ETO FC ellen mutatkozott be az első osztályban. A 2012/13-as szezonban 28 mérkőzésen vett részt a Budapest Honvéd első csapatában. Ebben az idényben négy gólt lőtt az NB1-ben. A 2012–2013-as idényben az NB1-ben a Budapest Honvéd bronzérmes csapatának tagja.

#### Bologna
2015 augusztusában a Bologna FC több évre szerződtette, és kölcsönadta az olasz harmadosztályban szereplő, és a másodosztályba igyekvő Leccének.

#### Lecce
Az US Lecce csapatában 19 meccsen 597 játékperc alatt 1 gólt szerzett. A 2015–2016-os idényben az olasz harmadosztály C csoportjában részt vevő Leccével bronzérmes.

#### Lugano
A 2016–2017-es és a 2017–2018-as idényt Svájcban töltötte, az élvonalban szereplő Luganóhoz került kölcsönbe. A 2016–2017-es idényben a svájci labdarúgó-bajnokságban részt vevő FC Lugano bronzérmes csapatának tagja.
2017. december 7-én az FCSB elleni Európa-liga csoportküzdelmeinek hatodik, utolsó fordulójában lőtte első nemzetközi kupagólját.
2018 júliusában kétéves szerződést kötött a Luganóval.  2018. augusztus 4-én, a bajnokság harmadik fordulójában a Luzern ellen gólt lőtt és gólpasszt adott, de csapata így is 4–2-es vereséget szenvedett. A bajnokság kilencedik fordulójában a Basel elleni 2–2-es döntetlen alkalmával is gólpasszt jegyzett.
2019. április 19-én a Lugano magabiztos, 3–0-s győzelmet aratott a Zürich ellen, Bálint egy svájci lapnál, a Blicknél bekerült a 30. forduló legjobbjai közé. A 2018–2019-es idény végén a svájci labdarúgó-bajnokságban a bronzérmes csapat meghatározó tagja: 30 mérkőzésen játszott, 2 gólt szerzett.
2019. október 6-án a svájci élvonal 10. fordulójában a Lugano 2–1-re nyert a Sion otthonában. Vécsei a 77. percben szerzett vezetést csapatának, majd a 92. percben egy visszagurítás után eldöntötte a három pont sorsát.

#### Ferencváros
2019 december végén bejelentették, hogy a Ferencváros csapatához igazolt. 2020. január 25-én a Paks ellen 4–0-ra megnyert meccsen mutatkozott be. A 2019–2020-as idényben összesen 12 mérkőzésen 325 percet játszott, a bajnokcsapat tagja lett.
2020. július 21-én a Szombathelyi Haladás elleni felkészülési mérkőzés elején súlyosan megsérült, arccsonttörést szenvedett.
2021. február 3-án szerezte meg első bajnoki gólját az FTC-ben. Az Újpest ellen 4–0-ra megnyert mérkőzés 90. percében 18 méteres ballábas kapáslövésével alakult ki a végeredmény. A 2021–2022-es Bajnokok Ligája-selejtező első fordulójában, a koszovói Pristina elleni visszavágó 3–1-es győzelem napján volt huszonnyolc éves, a mérkőzés 69. percben 1–1-es állásnál lépett pályára. 2021. szeptember 3-án a Topolyai SC új stadionjának ünnepélyes átadásán a barátságos mérkőzést végigjátszotta, és értékesítette az FTC javára megítélt tizenegyest. 2021. október 16-án az NB I 9. fordulójában a Zalaegerszeg elleni találkozón bombagólt lőtt.
2022. április 24-én az NB I 29. fordulójában győztes gólt szerzett az Újpest ellen 2–1-re megnyert mérkőzésen. A meccs után a klub 33. bajnoki címét ünnepelhették. 2022. május 4-én játszotta az 50. bajnoki mérkőzését az FTC-ben, ahol 5–3-ra legyőzték odahaza a Zalaegerszeget a labdarúgó NB I 31. fordulójában. Szeptember 8-án az Európa-liga H csoportjának nyitófordulójában gólpasszt adott a török Trabzonspor ellen 3–2-re megnyert mérkőzésen. Szeptember 15-én az Európa-liga 2. fordulójában az ő góljával győzték le idegenben 1–0-ra a Monacót. Három nappal később a Bicske ellen 2–0-ra megnyert kupamérkőzésen Marquinhos szögletből beívelt labdáját sarokkal lőtte az ellenfél kapujába. Vécsei a Ferencváros mind a hat Európa-liga csoportkörös mérkőzésén pályára lépett, és a Bayer Leverkusen elleni nyolcaddöntős párharcban is játszott, a szezon végén pedig újabb bajnoki címet ünnepelhetett a zöld-fehér csapattal. Miután 2023 június végén lejáró szerződését nem hosszabbította meg a klubbal, három és fél év után távozott a csapattól, amellyel összesen négy bajnoki címet és egy Magyar Kupa-elsőséget szerzett. Százkét tétmérkőzésen hat gólt szerzett az FTC-ben.

#### Vissel Kobe
2023 augusztus végén a J1 League-ben szereplő Vissel Kobe együtteséhez igazolt. Szeptember 16-án, a Sanfrecce Hirosima ellen 2–0-ra elvesztett bajnokin mutatkozott be új csapatában, a J1 League 27. fordulójában. Részese volt annak (két bajnoki találkozón lépett pályára csereként), hogy az idény végén az együttes megszerezte fennállása első japán élvonalbeli bajnoki címét.

#### Paks
2024 tavaszán a Pakshoz igazolt. Tagja volt a kupagyőztes és a  bajnoki ezüstérmes csapatnak.
Október 19-én a Debreceni VSC ellen 5–0-ra megnyert idegenbeli találkozón lőtte első gólját az „Atomváros” csapatában.

### A válogatottban

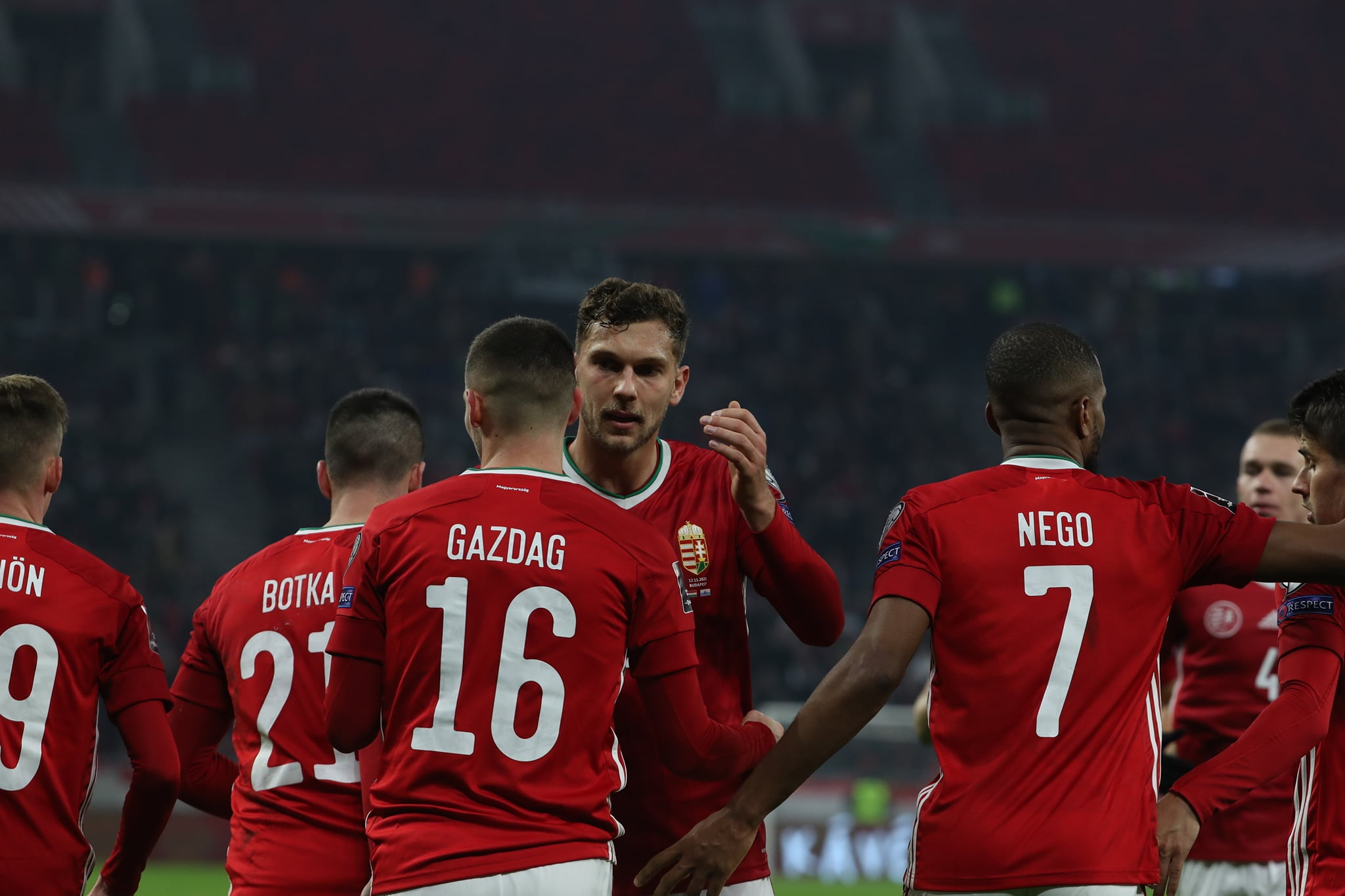
Gólöröm 2021. november 12-én a San Marino ellen 4–0-re megnyert hazai mérkőzésen

2014 elején Vécsei Bálintot a szövetségi kapitány, Pintér Attila meghívta a magyar felnőtt válogatottba, az Albánia és a Kazahsztán elleni győztes meccseken (1–0, 3–0) lépett pályára.
Hét év után szerepelhet ismét a nemzeti csapatban, ugyanis helyet kapott Marco Rossi 2021. szeptember 27-én kihirdetett keretében, mely az albánok és az angolok elleni világbajnoki selejtezőkre készül. 2021. november 12-én a világbajnoki selejtezők utolsó előtti körében a San Marino ellen 4–0-re megnyert hazai mérkőzésen szerezte első gólját a magyar labdarúgó-válogatottban.
2023. március 27-én a Bulgária ellen 3–0-ra végződő Európa-bajnoki selejtező mérkőzésen ő lőtte a vezető gólt.

## Családja
A nagyapja, Vécsei László az 1960-as években a Borsodi Bányász egyik legendás labdarúgója volt. Az édesapja Vécsei László általános iskolában tanító testnevelés-földrajz szakos tanár, szakedző; az édesanyja Vécseiné Lőrincz Anita óvodapedagógus; a bátyja Vécsei Dávid. Nős, két leánygyermeke van.

## Eredményei

### Ifijátékosként
| 2007–2010 |
| --- |
| - A 2007–2008. tanévben az Országos Teremlabdarúgó Diákolimpia IV. korcsoport győztes csapatának (Pollack Mihály Általános Iskola, Kazincbarcika) tagja, a békéscsabai torna gólkirálya 11 góllal. - 2009-ben az ezüstérmes csapat tagja a Puskás–Suzuki-kupán. - A 2009–2010-es szezonban a Budapest Honvéd U17-es bajnokcsapatának tagja. - Az MLSZ az idény végén az év utánpótlás (U17) labdarúgójának választotta. - 2010-ben az aranyérmes csapat tagja a Puskás–Suzuki-kupán. |

### Klubcsapatokban
Budapest Honvéd
- Magyar bajnokság bronzérmes: 2012–13

 Lecce
- Olasz harmadosztály C csoport – bronzérmes: 2015–16

 Lugano
- Svájci labdarúgó-bajnokság (2): 2016–17, 2018–19[43]

 Ferencváros
- Magyar bajnok (4): 2019–20,[44] 2020–21,[45] 2021–22,[46][47] 2022–23[48]
- Magyar kupagyőztes (1): 2022[49]

 Vissel Kobe
- Japán labdarúgó-bajnokság (1): 2023[50]

 Paks
- Magyar kupagyőztes (2): 2024, [32] 2025[51]
- Magyar bajnokság ezüstérmes (1): 2023–24
- Magyar bajnokság bronzérmes (1): 2024–25

## Díjai
- Bányai-díj (2009)
- Puskás Ferenc-díj (2010)
- Nemes-díj (2012)

## Statisztika

### Klubcsapatokban
2025. augusztus 17-én frissítve.
| Klub           | Szezon         | Bajnokság | Bajnokság | Kupa  | Kupa  | Ligakupa | Ligakupa | Nemzetközi | Nemzetközi | Összesen | Összesen |
| Klub           | Szezon         | Mérk.     | Gólok     | Mérk. | Gólok | Mérk.    | Gólok    | Mérk.      | Gólok      | Mérk.    | Gólok    |
| -------------- | -------------- | --------- | --------- | ----- | ----- | -------- | -------- | ---------- | ---------- | -------- | -------- |
| Honvéd         | 2010–11        | 3         | 0         | 0     | 0     | 0        | 0        | —          | —          | 3        | 0        |
| Honvéd         | 2011–12        | 8         | 0         | 2     | 1     | 0        | 0        | —          | —          | 10       | 1        |
| Honvéd         | 2012–13        | 25        | 4         | 3     | 0     | 1        | 0        | 1          | 0          | 30       | 4        |
| Honvéd         | 2013–14        | 28        | 5         | 1     | 0     | 1        | 0        | 2          | 0          | 32       | 5        |
| Honvéd         | 2014–15        | 21        | 0         | 1     | 0     | 2        | 0        | —          | —          | 24       | 0        |
| Honvéd         | 2015–16        | 5         | 0         | 0     | 0     | 0        | 0        | 0          | 0          | 5        | 0        |
| Honvéd         | Összesen       | 90        | 9         | 7     | 1     | 4        | 0        | 3          | 0          | 104      | 10       |
| Bologna        | 2015–16        | 0         | 0         | 0     | 0     | —        | —        | —          | —          | 0        | 0        |
| Bologna        | Összesen       | 0         | 0         | 0     | 0     | 0        | 0        | 0          | 0          | 0        | 0        |
| Lecce          |                |           |           |       |       |          |          |            |            |          |          |
| 2015–16        | 19             | 1         | 2         | 1     | —     | —        | —        | —          | 21         | 2        |          |
| Összesen       | 19             | 1         | 2         | 1     | 0     | 0        | 0        | 0          | 21         | 2        |          |
| Lugano         | 2016–17        | 19        | 0         | 0     | 0     | —        | —        | —          | —          | 19       | 0        |
| Lugano         | 2017–18        | 24        | 0         | 2     | 1     | —        | —        | 3          | 1          | 29       | 2        |
| Lugano         | 2018–19        | 30        | 1         | 1     | 0     | —        | —        | 0          | 0          | 31       | 1        |
| Lugano         | 2019–20        | 14        | 3         | 0     | 0     | —        | —        | 4          | 0          | 18       | 3        |
|                | Összesen       | 87        | 4         | 3     | 1     | —        | —        | 7          | 1          | 97       | 6        |
| Ferencváros    | 2019–20        | 12        | 0         | 0     | 0     | —        | —        | 0          | 0          | 12       | 0        |
| Ferencváros    | 2020–21        | 14        | 1         | 3     | 0     | —        | —        | 0          | 0          | 17       | 1        |
| Ferencváros    | 2021–22        | 25        | 2         | 3     | 0     | —        | —        | 10         | 0          | 38       | 2        |
| Ferencváros    | 2022–23        | 19        | 1         | 2     | 1     | —        | —        | 14         | 1          | 35       | 3        |
| Ferencváros    | Összesen       | 70        | 4         | 8     | 1     | —        | —        | 24         | 1          | 102      | 6        |
| Vissel Kobe    | 2023           | 2         | 0         | 0     | 0     | —        | —        | 0          | 0          | 2        | 0        |
| Vissel Kobe    | Összesen       | 2         | 0         | 0     | 0     | —        | —        | 0          | 0          | 2        | 0        |
| Paks           | 2023–24        | 5         | 0         | 2     | 0     | —        | —        | —          | —          | 7        | 0        |
| Paks           | 2024–25        | 28        | 1         | 3     | 0     | —        | —        | 8          | 0          | 39       | 1        |
| Paks           | 2025–26        | 3         | 0         | 0     | 0     | —        | —        | 6          | 0          | 9        | 0        |
| Paks           | Összesen       | 36        | 1         | 5     | 0     | —        | —        | 14         | 0          | 55       | 1        |
| Karrier összes | Karrier összes | 304       | 19        | 25    | 4     | 4        | 0        | 48         | 2          | 381      | 25       |

### A válogatottban
| 2014     | 2  | 0 |
| 2021     | 4  | 1 |
| 2022     | 4  | 0 |
| 2023     | 2  | 1 |
| 2024     | —  | — |
| 2025     | 1  | 0 |
| Összesen | 13 | 2 |

### Mérkőzései a válogatottban
| Magyarország | Magyarország       | Magyarország                    | Magyarország   | Magyarország | Magyarország | Magyarország    | Magyarország | Magyarország |
| #            | Dátum              | Helyszín                        | Hazai          | Eredmény     | Vendég       | Kiírás          | Gólok        | Esemény      |
| ------------ | ------------------ | ------------------------------- | -------------- | ------------ | ------------ | --------------- | ------------ | ------------ |
| 1.           | 2014. június 4.    | Budapest, Puskás Ferenc Stadion | Magyarország   | 1 – 0        | Albánia      | barátságos      | -            | 55'          |
| 2.           | 2014. június 7.    | Budapest, Puskás Ferenc Stadion | Magyarország   | 3 – 0        | Kazahsztán   | barátságos      | -            | 79'          |
| 3.           | 2021. október 9.   | Budapest, Puskás Aréna          | Magyarország   | 0 – 1        | Albánia      | vb-selejtező    | -            | 71'          |
| 4.           | 2021. október 12.  | London, Wembley Stadion         | Anglia         | 1 – 1        | Magyarország | vb-selejtező    | -            | 79'          |
| 5.           | 2021. november 12. | Budapest, Puskás Aréna          | Magyarország   | 4 – 0        | San Marino   | vb-selejtező    | 1            | 88'          |
| 6.           | 2021. november 15. | Varsó, Nemzeti Stadion          | Lengyelország  | 1 – 2        | Magyarország | vb-selejtező    | -            | 89'          |
| 7.           | 2022. március 24.  | Budapest, Puskás Aréna          | Magyarország   | 0 – 1        | Szerbia      | barátságos      | -            | 80'          |
| 8.           | 2022. március 29.  | Belfast, Windsor Park           | Észak-Írország | 0 – 1        | Magyarország | barátságos      | -            | 82'          |
| 9.           | 2022. június 4.    | Budapest, Puskás Aréna          | Magyarország   | 1 – 0        | Anglia       | Nemzetek Ligája | -            | 87'          |
| 10.          | 2022. június 11.   | Budapest, Puskás Aréna          | Magyarország   | 1 – 1        | Németország  | Nemzetek Ligája | -            | 87'          |
| 11.          | 2023. március 23.  | Budapest, Puskás Aréna          | Magyarország   | 1 – 0        | Észtország   | barátságos      | -            | 46'          |
| 12.          | 2023. március 27.  | Budapest, Puskás Aréna          | Magyarország   | 3 – 0        | Bulgária     | Eb-selejtező    | 1            | 7' 86'       |
| 13.          | 2025. március 23.  | Budapest, Puskás Aréna          | Magyarország   | 0 – 3        | Törökország  | Nemzetek Ligája | -            | 74'          |
|              | Összesen           |                                 |                | 13           | mérkőzés     |                 | 2            | gól          |

## Érdekesség
- 2018-ban egy vele készült riportban azt nyilatkozta, hogy a példaképe Cristiano Ronaldo a profizmusa miatt, Toni Kroos a játéka miatt és Hosszú Katinka, hogy magyarként ilyen kiemelkedő eredményeket ért el világeseményeken.[52]